# Сабіна Классен
Сабіна Классен (англ. Sabina Classen справжнє ім'я Сабіна Хіртц; 27 грудня 1963) — вокалістка німецьких треш-метал груп Holy Moses і Temple of the Absurd. Вона одна з перших вокалісток, які використовують гроулінг.
У 1981 році Сабіна увійшла до складу групи Holy Moses, у якій її бойфренд Енді Классен був гітаристом. Після розпаду Holy Moses, у 1994 році, вона заснувала групу Temple of the Absurd, у якій також стала вокалісткою. Temple of the Absurd випустили два альбоми.

У кінці 90-х Сабіна тяжко захворіла: лікарі діагностували рак шлунка. Кілька років співачка провела на лікарняному ліжку, але впоралася з важкою недугою. 
 "Мені дуже важко доводилося … але, на щастя, все-таки вдалося вибратися. Після останньої операції, вже на стадії одужання, мене відвідала величезна кількість людей, знайомих і не дуже: бачачи, що справа йде на поправку, усі, як один, умовляли: "Будь ласка, віднови Holy Moses! Усі тебе дуже просять! «Крім того, надійшла величезна кількість пропозицій від організаторів фестивалів та концертів: як виявилося, нас дійсно хочуть бачити і чути. Багато часу пройшло, але менше з тим! Це все примушувало задуматися … а оскільки в лікарняних умовах нічим іншим особливо і не займешся, я думала-думала… і, врешті-решт, вирішила: а чому б, власне, ні? Подзвонила Енді, і він теж виявився не проти. З новинками не забарилися — написали». 
 Таким чином, у 2000 році відбулося возз'єднання Holy Moses, які існують і активно гастролюють і досі.

## Вплив
Групами, які найбільше вплинули на Сабіну Классен були: Black Sabbath, Venom, Slayer, Possessed, Celtic Frost, Bathory, AC / DC, Motörhead і Kiss.

## Дискографія

### Разом з Holy Moses
- Queen of Siam — (1986)
- Finished With The Dogs — (1987)
- The New Machine Of Liechtenstein — (1989)
- World Chaos — (1990)
- Terminal Terror — (1991)
- Reborn Dogs — (1992)
- No Matter What's The Cause — (1994)
- Master of Disaster — (2001)
- Disorder of the Order — (2002)
- Strength Power Will Passion — (2005)
- Agony of Death — (2008)
- Redefined Mayhem — (2014)

### Разом з Temple of Absurd
- Absurd — (1995)
- Mother, Creator, God — (1999)